# Festuca actae
Festuca actae là một loài thực vật có hoa trong họ Hòa thảo. Loài này được Connor mô tả khoa học đầu tiên năm 1998.